# Lissonota flavicruris
Lissonota flavicruris là một loài tò vò trong họ Ichneumonidae.